# Eurybela
Eurybela là một chi bướm đêm thuộc họ Crambidae.

## Các loài
- Eurybela scotopis Turner, 1908
- Eurybela trophoessa (Turner, 1908)